# مساعد الرشيدي
مساعد بن ربيع الخياري الرشيدي (1382هـ / 1962- 14 ربيع الثاني 1438هـ / 12 يناير 2017م) شاعر نبطي سعودي. وضابط برتبة عميد في الحرس الوطني السعودي.

## حياته
ولد في مدينة الدمام عام 1382هـ، وقضى أول فترات طفولته في الكويت. ودرس في خميس مشيط حين كان والده يعمل في الجيش. تخرج من إحدى ثانويات خميس مشيط. انتهى من المرحلة الثانوية والتحق بكلية الحرس الوطني وتخرج ضابطا وعمل في مدينة الرياض حتى وصل إلى رتبة عميد في الحرس الوطني السعودي.

## بداياته الشعرية
بدأ مشواره الشعري قبل أكثر من ثلاثة عقود ونصف على صفحات مجلة «اليمامة» التي احتضنت بداياته الأولى، وفي هذا الصدد يقول الزميل راشد بن جعيثن: وصلتني أول نصوص مساعد عبر البريد عام 1397هـ وكانت تنم عن موهبة فريدة وجديدة وبالفعل، نشرت أولى قصائده:
حلفت لا ما أقولها لك وأنا حيّ
إلا إذا قلت إنسني قلت لك لا
واستمر تواصله بعد ذلك وكان في تطور ملحوظ يعكس مدى شغفه واهتمامه وثقافته وتشربه للألحان وإتقانه لها إضافة لوعيه العميق وشمولية أسلوبه وأفكاره المبتكرة وصوره الجديدة.
فترة المراهقة لاحظ والده ميول مساعد للشعر فنصحه بعدم قراءة الشعر، إلا أن الفطرة الشعرية لديه كانت قوية. له كثير من القصائد القديمة التي لم تنشر.
نشأ مساعد الرشيدي في عائلة معروفة بميولها الشعرية، فأمه كانت شاعرةً وعمه ووالده أيضًا. ابتعث مساعد لمدة سنة إلى أمريكا، وفي هذه الفترة كان يحن إلى وطنه كثيرًا، فقام بكتابة قصيدته المعروفة:
- حزين من الشتا وإلا حزين من الضما يا طير... دخيل الريشتين اللي تضفك حل عن عيني

## أمسياته
احتضنت مدينة الجوف شمال السعودية أولى أمسياته بمشاركة الشاعرين نايف صقر وماجد الشاوي، وبعدها جاءت أمسية الكويت التي يعدها الراحل انطلاقته الحقيقية، تلتها أمسية البحرين، وأمسية المهرجان الوطني للتراث والثقافة في مدينة الرياض بمشاركة الشعراء: محمد بالمر من الإمارات وعبد الرحمن الأبنودي من مصر وفهد عافت التي أدارها الدكتور سعيد السريحي ثم توالت الأمسيات في جدة، وحائل، والمجمعة، والدمام، والقصيم، وأبها، وعدد من المناطق السعودية إضافة لبقية دول الخليج، كما شارك ممثلاً للسعودية في مهرجان الشعر الشعبي في ليبيا.
كانت آخر أمسياته عام 2014 م في «هلا فبراير» بمشاركة رفيق دربه وصديقه نايف صقر وأمسية «وطني الحبيب» التي أقامتها جمعية الثقافة والفنون في مركز الملك فهد بالعاصمة الرياض بمناسبة اليوم الوطني السعودي. أحيا مساعد العديد من الأمسيات في الرياض والمدينة المنورة وبريدة ونجران وحائل والمجمعة وأبها وغيرها. وأقام كذلك أمسيات شعرية خارج المملكة؛ إحداها كانت أمسية في الكويت في مهرجان هلا فبراير 2014.
كما استضيف في أكثر من برنامج تلفزيوني أحدها كان برنامج (دانات) مع نجاح المساعيد على قناة أبوظبي. أُجريت معه لقاءات صحفية من بينها لقاء في مجلة المختلف.
كذلك استضافه المذيع علي العلياني في برنامجه يا هلا رمضان على قناة روتانا خليجية.
وفي لقاء صحفي سُئل الأمير بدر بن عبد المحسن عن أفضل شاعر فذكر مساعد الرشيدي.

## إصداراته
1. «سيف العشق».[5]
2. «حبات رمان على ثلج».
3. «ديوان صوتي مسموع بعنوان مراهيش».

## قصائده المغناة
تعاون الراحل مساعد الرشيدي مع عديد من نجوم الأغنية البارزين وجاءت تعاوناته على النحو التالي:
- محمد عبده «إنتي نسيتي».
- عبد المجيد عبد الله «عين تشربك شوف»، «صوتك اللي بقالي»، «ما فيه قلبين»، «ذكرى الجراح» «أسباب حبي».[6]
- طلال سلامة «حبٍ جديد».
- أحمد الجميري «من زمان تسولف الريح عن شاله».
- فتى رحيمه «ذكرى مزوح».
- محمد السليمان «سيف العشق»، «جابك الله»، «الكنة».[7]
- عباس إبراهيم «الطواريق».
- «صاحبي لا تلحق الدنيا حسافه» التي لحنها ياسر أبو علي وتغنى بها راشد الفارس، وقد طرحت في الأسواق قبل شهر من وفاته.[2]
- أحلام «حزين من الشتا».[8]
- شمة حمدان «تخوفني».[9]
- فؤاد عبد الواحد «ضاق الغمام».[10][11]

تعاون الشاعر مساعد الرشيدي مع العديد من المطربين، مثل محمد عبده وعبد المجيد عبد الله وأحمد الجميري وراشد الفارس ومحمد السليمان وطلال سلامة وعباس إبراهيم.

## وفاته
توفي في مدينة الملك عبد العزيز الطبية للحرس الوطني فجر يوم الخميس الموافق 12 يناير 2017، بعد معاناة مع المرض، عن عمرٍ يناهز 55 عاماً. وقد أقيمت الصلاة عليه بعد صلاة العصر في جامع الراجحي في الرياض. وحضر الصلاة الأمير متعب بن عبد الله آل سعود وزير الحرس الوطني سابقاً، وعدد من شعراء الخليج ودُفن في مقبرة النسيم بالرياض.